# Adrián Bianchi
Adrián Alberto Bianchi (Morón, Provincia de Buenos Aires, Argentina, 25 de abril de 1964) es un exfutbolista argentino. Jugaba de delantero y militó en diversos clubes de Argentina, Chile, Uruguay y Venezuela.

## Clubes
| Club                | País      | Año       |
| ------------------- | --------- | --------- |
| Vélez Sársfield     | Argentina | 1987-1989 |
| Ferro Carril Oeste  | Argentina | 1990-1992 |
| Platense            | Argentina | 1992-1993 |
| Deportes Concepción | Chile     | 1993-1994 |
| Deportivo Laferrere | Argentina | 1994-1995 |
| Rampla Juniors      | Uruguay   | 1996-1997 |
| Mineros de Guayana  | Venezuela | 1998-1999 |